# Woodstock 2
Woodstock Two – album koncertowy, wydany w 1971 roku, zawierający dalszą część muzyki zarejestrowanej podczas Festiwalu w Woodstock w dniach 15 – 18 sierpnia 1969 roku i wydanej na albumie Woodstock: Music from the Original Soundtrack and More.

## Historia
Album Woodstock Two został wydany po sukcesie albumu Woodstock: Music from the Original Soundtrack and More, który towarzyszył filmowi dokumentalnemu Michaela Wadleigha Woodstock. Wydany w 1971 roku jako podwójny longplay zawierał nagrania artystów, którzy pojawili się już na pierwszym albumie oraz nagrania zespołu Mountain i wokalistki Melanie. Zestaw jest bardziej zwięzły i bardziej skondensowany niż jego poprzednik – znalazły się tu trzy utwory Jimiego Hendrixa grającego w poszerzonym składzie z gitarzystą Larrym Lee i triem perkusistów wraz z Mitchem Mitchellem i basistą Billym Coxem. Utwory w ich wykonaniu „Jam Back at the House”, „Izabella”, „Get My Heart Back Together” (znanej również jako „Hear My Train A'Comin”), zawierające improwizacje Hendrixa, trwają łącznie 20 minut. Drugą stronę pierwszego longplaya wypełniło 12 minut muzyki zespołu Jefferson Airplane (utwory: „Saturday Afternoon”/„Will not You Try” i „Eskimo Blue Day” z wokalnymi popisami Marty’ego Balina, Grace Slick i Paula Kantnera oraz gitarzysty Jormy Kaukonena) zespołu Paul Butterfield Blues Band („Everything's Gonna Be Alright”). Drugi longplay zestawu wypełniły nagrania zespołów: Crosby, Stills, Nash & Young (3 utwory, w tym „Marrakesh Express”), Mountain („Blood of the Sun” i „Theme from an Imaginary Western”) i Canned Heat (13-minutowy „Woodstock Boogie”) oraz solistek: Joan Baez i Melanie.

## Lista utworów
Zestaw utworów na 2-płytowym wydawnictwie winylowym, wydanym w 1971 roku w Stanach Zjednoczonych przez wytwórnię Cotillion (SD 3-500):

### Strona 1
| Nr | Wykonawca    | Tytuł                      | Autorzy      | Długość |
| -- | ------------ | -------------------------- | ------------ | ------- |
| 1. | Jimi Hendrix | Jam Back at the House      | Jimi Hendrix | 6:09    |
| 2. | Jimi Hendrix | Izabella                   | Jimi Hendrix | 3:32    |
| 3. | Jimi Hendrix | Get My Heart Back Together | Jimi Hendrix | 8:02    |

### Strona 2
| Nr | Wykonawca                   | Tytuł                             | Autorzy                  | Długość |
| -- | --------------------------- | --------------------------------- | ------------------------ | ------- |
| 1. | Jefferson Airplane          | Saturday Afternoon/Won't You Try/ | Paul Kantner             | 4:52    |
| 2. | Jefferson Airplane          | Eskimo Blue Day                   | Grace Slick-Paul Kantner | 6:00    |
| 3. | Paul Butterfield Blues Band | Everything's Gonna Be All Right   | Walter Jacobs            | 8:36    |

### Strona 3
| Nr | Wykonawca                    | Tytuł               | Autorzy        | Długość |
| -- | ---------------------------- | ------------------- | -------------- | ------- |
| 1. | Joan Baez                    | Sweet Sir Galahad   | Joan Baez      | 3:27    |
| 2. | Crosby, Stills, Nash & Young | Guinnevere          | David Crosby   | 5:04    |
| 3. | Crosby, Stills, Nash & Young | 4+20                | Stephen Stills | 2:10    |
| 4. | Crosby, Stills, Nash & Young | Marrakesh Express   | Graham Nash    | 2:09    |
| 5. | Melanie                      | My Beautiful People | Melanie Safka  | 3:45    |
| 6. | Melanie                      | Birthday of the Sun | Melanie Safka  | 3:21    |

### Strona 4
| Nr | Wykonawca                        | Tytuł                          | Autorzy                 | Długość |
| -- | -------------------------------- | ------------------------------ | ----------------------- | ------- |
| 1. | Mountain                         | Blood of the Sun               | West-Pappalardi-Collins | 3:05    |
| 2. | Mountain                         | Theme for an Imaginary Western | Jack Bruce-Pete Brown   | 4:44    |
| 3. | Canned Heat                      | Woodstock Boogie               | Robert Hite, Jr.        | 12:55   |
| 4. | Audience during Sunday Rainstorm | Let the Sunshine In            | MacDermot-Rado-Ragni    | 0:50    |